# 梅若猶義 (初世)
初世 梅若 猶義（しょせい うめわか なおよし、1911年（明治44年）9月1日 - 1972年（昭和47年）7月5日）は観世流の能楽師。

## 人物
1911年、初世 梅若万三郎の5男として東京に生まれた。父・万三郎に師事して1915年（大正4年）3月に『鞍馬天狗』での子方で初舞台を踏む。1924年（大正13年）には『皇帝』で初シテを務め、1936年（昭和11年）には『道成寺』を披いた。
この前年頃から関西へと稽古に通うようになり、終戦後に京都に移り、その後大坂に定住した。1946年（昭和21年）、万三郎が死去すると梅猶会を立ち上げて大阪を拠点にしながら東京や名古屋でも活動。父・万三郎譲りと言われるその声調や謡いに加えて華麗な型も評価が高かった。
能楽の一般への普及を図るため照明能や劇場での能公演にも積極的で、1958年（昭和33年）から開催された大阪国際フェスティバルには当初から協力。能のステージで使用する舞台装置の考案や演出などにも携わったほか、度々出演もしている。
1965年（昭和40年）より日本能楽会会員（重要無形文化財保持者（総合認定））。1967年（昭和42年）には国際文化振興会の後援で映画『能―鑑賞と知識』を制作した。

## 家族
初世 梅若万三郎は実父。二世 梅若万三郎は実兄。次男は五世 梅若吉之丞。五世吉之丞の次男が猶義の名を継いで二世 梅若猶義となっている。